# Високі-Середні
Високі-Середні (пол. Wysoki Średnie) — село в Польщі, у гміні Боґорія Сташовського повіту Свентокшиського воєводства.
Населення — 109 осіб (2011).
У 1975-1998 роках село належало до Тарнобжезького воєводства.

## Демографія
Демографічна структура на день 31 березня 2011 року:
|          | Загалом | Допрацездатний вік | Працездатний вік | Постпрацездатний вік |
| -------- | ------- | ------------------ | ---------------- | -------------------- |
| Чоловіки | 57      | 7                  | 41               | 9                    |
| Жінки    | 52      | 8                  | 30               | 14                   |
| Разом    | 109     | 15                 | 71               | 23                   |